# 十氟-N,N'-二苯基脲
十氟-N,N'-二苯基脲是一种有机化合物，化学式为C13H2F10N2O。它可由五氟苯胺和三光气在三乙胺的存在下于1,2-二氯乙烷中加热反应制得。它和碘甲烷反应，可以得到N,N'-二甲基-N,N'-二(五氟苯基)脲。
它在95%乙醇中结晶，可以得到正交晶系Pbca空间群的块状晶体；它在四氢呋喃中结晶，可以得到P212121空间群的片状晶体。